# Лео Йогихес
Лео Йогихес (на немски: Leo Jogiches, псевдоним на полски: Jan Tyszka) известен и с псевдонимите Ян Тишка, Грозовски, Ото Карлов и Енгелман, е деец на полско-литовското и германското работническо комунистическо движение, глава на Комунистическата партия на Германия. 

## Биография
Влиза в революционното движение още като ученик, ръководи революционен кръжок от 1883 година. Става марксист и в 1890 г. имигрира в Швейцария. През 1900 г. заминава за Берлин. От 1905 година си сътрудничи с Роза Люксембург и Юлиан Мархлевски. През 1906 година е арестуван и осъден на 8 години каторга в Сибир. През 1907 година успява да избяга и се завръща в Берлин. Лео Йогихес става един от основателите и ръководителите на съюза „Спартак“. Малко след погрома на Ноемврийската революция и убийството на Роза Люксембург и Карл Либкнехт, той е арестуван и убит в затвора.

## Личен живот
Има любовна връзка с 18-годишната Роза Люксембург.